# Claire Feuerstein
Claire Feuerstein (Grenoble, 28 de fevereiro de 1986) é uma tenista profissional francesa, seu melhor ranqueamento de número 171 em simples, pela WTA.